# Râul Valea lui Ivan, Dâmbovița
Râul Valea lui Ivan este un curs de apă, afluent al râului Dâmbovița. 